# August Schmid-Lindner
August Schmid-Lindner   (Augsburg, 15 de juliol de 1870 - Auerberg, 21 d'octubre de 1959) va ser un pianista, compositor i professor universitari alemany que treballava a Múnic.
Schmid-Lindner ja era un "organista adequat" quan tenia 10 anys. Com a estudiant de secundària a Múnic, se li va animar a estudiar música per Josef Rheinberger El va impulsar com a professor a l'Acadèmia de Música de Múnic junt amb el professor de piano Hans Bußmeyer. Schmid-Lindner va rebre lliçons finals de l'alumna de Liszt, Sophie Menter. Així va començar la seva carrera, que el 1889 va obtenir el primer gran èxit amb l'atorgament del Premi Mendelssohn a Berlín. Es va fer conegut com a pianista de concert, músic de cambra i director d'orquestra, a més d'excel·lent professor de música.
El 1900 va rebre el càrrec de professor a l'"Akademie der Tonkunst" de Múnic, que va ocupar fins al 1939. També va ser coneguda per una orquestra de cambra sota la seva direcció fins al 1939 en nombrosos concerts més enllà de Múnic. També va ser un dels fundadors de l'Associació Bach de Múnic. August Schmid-Lindner va treballar sovint amb Max Reger en l'edició d'obres de piano de Johann Sebastian Bach (com: Chromatic Fantasy i Fugue). Schmid-Lindner va editar i publicar nombroses obres i partitures en editors de música, especialment de Franz Liszt, així com composicions pròpies. Schmid-Lindner també era amic de Waldemar Bonsels i de Fritz Skorzeny.
Com a part de la Setmana Mozart del Reich alemany, se li va encarregar el 1941 la realització de la representació musical de Così fan tutte a Múnic, les actuacions de dansa de les quals, dirigides per la coreògrafa Senta Maria Schmid, van ser interpretades per membres de l'escola de Dorothee Günther, com Lilo Ramdohr, es van fer càrrec.
El març de 1953, Schmid-Lindner va ser guardonat amb la Gran Creu de Mèrit de la República Federal d'Alemanya. Schmid-Lindner va morir a Auerberg, (Oberbayern) als 89 anys.

## Publicacions
- Ausgewählte Schriften.[4]
- Das Klavier in Max Regers Kunst.[5]

## Obres (selecció)
- Schmid-Lindner, agost: Escrits seleccionats. Schneider Verlag, Tutzing 1973. ISBN 3-795-20121-7
- Schmid-Lindner, agost: El piano en l'art de Max Reger. Escola de música Gau Danzig-Westpreußen, Danzig 1942
- Schmid-Lindner, agost: Love Dream suite No. 3 en major comp. F. Liszt; Schott
- Das crazy Tischl - pantomima dansa basada en el fragment de Mozart "Music for a Carnival Pantomime" KV 446 (Arr.: A. Schmid-Lindner 1941) Editor: Agentur Bärenreiter (Alkor-Edition Kassel)

## Dedicat a ell
Diversos compositors van dedicar les seves obres a August Schmid-Lindner:
- Max Reger: Variacions i fuga sobre un tema de Johann Sebastian Bach, op. 81 (1904) per a piano
- Lilo Martin: Sonata in A minor op. 2 (1935) per a piano.